# Alice on the Roof
Pour les articles homonymes, voir Dutoit.
Alice Dutoit, plus connue sous son nom d'artiste Alice on the Roof (« on the Roof », "sur le toit" en anglais est un jeu de mots avec son patronyme Dutoit), est une auteure-compositrice-interprète belge née le 23 janvier 1995 à Soignies,,.

## Biographie
Alice Dutoit naît en 1995 à Soignies d'un père ingénieur électricien et d'une mère architecte. En 2001, elle entre à l'académie de musique dans la section piano et fait du chant choral jusqu'à l'âge de 18 ans. Dans le cadre d'un programme d'échange du Rotary elle séjourne aux États-Unis après ses humanités pour perfectionner son anglais et refait sa sixième dans une école de Brookings, en Oregon, où elle suit quotidiennement des cours de piano et de chant choral. Elle vit à Sirault, une section de la ville de Saint-Ghislain, dans la région montoise.
Révélée lors de la troisième édition de The Voice Belgique, au cours de laquelle elle est éliminée au stade des demi-finales,, elle publie son premier single Easy come easy go en avril 2015, avec l'aide de Marc Pinilla dont elle est la première artiste de son nouveau label, Label et Labet,. Celui-ci remporte un franc succès dans son pays natal, où il est le quatrième single le plus vendu de l'année 2015. Il devient no 1 de l'Ultratop et y reste classé pendant trente-cinq semaines. Il se classe également à la 43e place de l'Ultratip en Flandre. Alice on the Roof reçoit un disque d'or le 27 novembre 2015 pour ce même titre. Son deuxième single, Mystery Light, atteint la cinquième place de l'Ultratop Wallonie et la trente-cinquième de l'Ultratop Flandre. Alice déclare ses parents et Kate Bush comme sources d'influences.
Son premier album, Higher, sort le 22 janvier 2016. Il devient no 1 de l'Ultratop Wallonie et no 17 en Flandre.
Elle remporte trois récompenses — celles d'artiste solo de l'année, de révélation de l'année, et d'artiste PureFM — lors de la première édition des D6Bels Music Awards. Elle remporte le prix de l'artiste pop de l'année 2018, lors des 4è D6Bels Music Awards. 
En 2017, son titre Easy Come Easy Go figure parmi les musiques additionnelles du long métrage Faut pas lui dire.
En 2018 sort le premier single de son deuxième album, Malade, écrit en collaboration avec Vianney. Il est suivi de singles tels que "How Long" et "T'as quitté la planète". 
Son deuxième album, Madame, sort le 23 novembre 2018.
Le 17 mars 2019, elle est l'invitée de Joelle Schoriels à la RTBF pour l'émission "69 minutes sans chichis". On y découvre une Alice pétillante, spontanée, et généreuse, selon les dires de ses proches, interviewés pour l'émission . Elle enchaîne et présente le 30 mars 2019 son premier spectacle complet à Forest National, avec la participation surprise et remarquée de Vianney. Le spectacle présente l'artiste plongée dans un univers féérique, dans lequel elle donne la pleine mesure de son talent scénique, mêlant des moments d'énergie pure et des moments de grâce. La composition visuelle du spectacle est particulièrement recherchée . On peut en voir des extraits dans le clip de son single "La Fille sur le Toit", tourné entièrement à Forest.
Alice on the Roof entame en 2019 une tournée en Belgique et en France. En septembre 2019 elle fait un passage remarqué au Francofolies de Spa, où elle a carte blanche et invite de nombreux artistes belges. En octobre 2019, elle assure à Paris pendant 5 soirées la première partie de Vincent Delerm à la Cigale.
En 2021 elle signe un duo avec Kyo sur la chanson "comète" issue de leur dernier album "La part des lions"

## Discographie

### Album studio
| Titre                                                   | Album                                                                                         | Meilleures positions | Meilleures positions | Meilleures positions | Meilleures positions | Certifications |
| Titre                                                   | Album                                                                                         | BEL (WA)             | BEL (FL)             | FRA                  | SUI                  | Certifications |
| ------------------------------------------------------- | --------------------------------------------------------------------------------------------- | -------------------- | -------------------- | -------------------- | -------------------- | -------------- |
| Higher                                                  | - Date de sortie : 22 janvier 2016 - Label : Label et Labet - Formats : CD, digital download  | 1                    | 17                   | 68                   | 96                   | - BEA : Or     |
| Madame                                                  | - Date de sortie : 23 novembre 2018 - Label : Label et Labet - Formats : CD, digital download | 12                   | 118                  | —                    | —                    |                |
| "—" signifie que l'album n'est pas classé dans le pays. |                                                                                               |                      |                      |                      |                      |                |

### Singles
| Single                                                   | Année | Meilleures positions | Meilleures positions | Meilleures positions | Certifications | Album  |
| Single                                                   | Année | BEL (WA)             | BEL (FL)             | FRA                  | Certifications | Album  |
| -------------------------------------------------------- | ----- | -------------------- | -------------------- | -------------------- | -------------- | ------ |
| Easy Come Easy Go                                        | 2015  | 1                    | 16 (tip)             | 195                  | - BEA : Or     | Higher |
| Mystery Light                                            | 2015  | 5                    | 35 (tip)             | —                    |                | Higher |
| Lucky You                                                | 2016  | 16                   | 6 (tip)              | 59                   |                | Higher |
| Malade                                                   | 2018  | 4                    | —                    | —                    |                | Madame |
| How Long                                                 | 2018  | —                    | —                    | —                    |                | Madame |
| T'as quitté la planète                                   | 2018  | 15                   | —                    | —                    |                | Madame |
| La fille sur le toit                                     | 2019  | —                    | —                    | —                    |                | Madame |
| "—" signifie que le titre n'est pas classé dans le pays. |       |                      |                      |                      |                |        |

## Filmographie partielle
- 2021 : La Dernière Tentation des Belges de Jan Bucquoy : Marie
- 2023 : Le Syndrome des amours passées d'Ann Sirot et Raphaël Balboni : Ana

## Récompenses
- Chevalière du Mérite wallon (Ch.M.W.) (2016)